# Егоров, Михаил Михайлович (железнодорожник)
Михаи́л Миха́йлович Его́ров (12 декабря 1895, Юрьев-Польский Владимирской губернии — 27 марта 1938, Москва) — начальник Ярославской железной дороги в 1937 году.

## Биография
Из бедной рабочей семьи. Отец - рабочий в г. Кольчугино. С 1910 года конторщик на ст. Пекша, затем работал на разных должностях на  Северной железной дороге, был начальником станций Свеча, Шарья, Александров, Вологда, Вятка, Лосиноостровская. В середине 1930-х гг. заместитель начальника и руководитель службы движения Ярославской железной дороги.
Почётный железнодорожник, ударник Сталинского призыва. 19 августа 1935 года награжден орденом Ленина. Жил по адресу: Ярославль, ул. Советская, 6.
В начале 1937 года ввиду угрозы репрессий началось бегство руководящих работников из управления Ярославской дороги. 25 марта 1937 года Егоров назначен руководителем Ярославской железной дороги вместо покинувшего пост В. М. Винокурова. С 28 мая 1937 года член ВКП (б).
Тормозил репрессии, развернувшиеся в регионе и в отрасли в 1937 году, пытаясь сгладить их последствия для функционирования дороги. Но в итоге сам попал под огонь критики. Ярославская железная дорога работала со сбоями ввиду того, что в течение года было арестовано и затем расстреляно всё руководство дороги. 18 ноября 1937 года снят с должности и 20 ноября арестован. Обвинен в участии в диверсионно-вредительской организации на транспорте.
27 марта 1938 года приговорён к высшей мере наказания и расстрелян. Впоследствии родственников известили, что он осуждён на 10 лет и умер 13 сентября 1945 года. 26 марта 1957 года реабилитирован, посмертно восстановлен в КПСС.
Сын Василий (1922-2005) — окончил в Ярославле 9 классов школы (1938), участник войны, затем работал слесарем-инструментальщиком на Александровском радиозаводе.  Герой Социалистического Труда (1971).